# Бобо (мифология)
Бобо (м., э.) — персонаж мордовской мифологии. Представляется ночным духом в виде мохнатого низкорослого существа в чёрной шубе с большим мешком за спиной, в который он якобы сажает непослушных детей.
Обычно именем Бобо матери пугают расшалившихся детей. Согласно поверьям, Бобо живёт рядом с людьми: в огороде, лесу. Днём он спит и сосёт лапу; вечером приходит в деревню, бродит по улицам, заглядывает в окна изб. Если услышит капризы, детский плач, начинает шуршать, стучать по стеклу мохнатой лапой и бубнить: «Бо-бо-бо». Убедившись в том, что дети успокоились, уходит. Образ Бобо используется в мордовском детском фольклоре, чаще в колыбельных песнях. Функционально Бобо близок к персонажам славянской мифологии Бабаю и Буке.

## Источник
- Энциклопедия Мордовия, Н. Г. Юрчёнкова.